# Governatorati della Tunisia

Governatorati della Tunisia

I governatorati della Tunisia (in arabo: wilāyāt) sono la suddivisione territoriale di primo livello del Paese e sono pari a 24. Ciascuno di essi si suddivide ulteriormente in delegazioni, pari nel loro complesso a 264.
Ciascun governatorato è retto da un governatore nominato dal Presidente della Repubblica.
A fini statistici i governatorati sono raggruppati in sei regioni:
- Nord Est: Bizerte, Manouba, Ariana, Tunisi, Ben Arous, Zaghouan, Nabeul
- Nord Ovest: Jendouba, Bèja, Siliana, Kef
- Centro Est: Sousse, Monastir, Mahdia, Sfax
- Centro Ovest: Kairouan, Sidi Bouzid, Kasserine
- Sud Est: Gabès, Medenine, Tataouine
- Sud Ovest: Gafsa, Tozeur, Kébili

## Lista
| Mappa | Governatorato                | Nome arabo | Capoluogo   | Popolazione (2004) | Superficie (km²) | Densità (ab./km²) |
| ----- | ---------------------------- | ---------- | ----------- | ------------------ | ---------------- | ----------------- |
|       | Governatorato di Ariana      | أريانة     | Ariana      | 422 246            | 1 558            | 906,02            |
|       | Governatorato di Béja        | باجة       | Béja        | 304 501            | 3 558            |                   |
|       | Governatorato di Ben Arous   | بن عروس    | Ben Arous   | 505 773            | 761              |                   |
|       | Governatorato di Biserta     | بنزرت      | Biserta     | 524 128            | 3 685            |                   |
|       | Governatorato di Gabès       | قابس       | Gabès       | 342 630            | 7 175            |                   |
|       | Governatorato di Gafsa       | قفصة       | Gafsa       | 323 709            | 8 990            |                   |
|       | Governatorato di Jendouba    | جندوبة     | Jendouba    | 416 608            | 3 102            |                   |
|       | Governatorato di Kasserine   | القصرين    | Kasserine   | 412 278            | 8 066            |                   |
|       | Governatorato di Kébili      | قبلي       | Kébili      | 143 218            | 22 084           |                   |
|       | Governatorato del Kef        | الكاف      | Le Kef      | 258 790            | 4 965            |                   |
|       | Governatorato di Mahdia      | المهدية    | Mahdia      | 377 853            | 2 966            |                   |
|       | Governatorato di Manouba     | منوبة      | Manouba     | 335 912            |                  |                   |
|       | Governatorato di Médenine    | مدنين      | Médenine    | 432 503            | 8 588            |                   |
|       | Governatorato di Monastir    | المنستير   | Monastir    | 455 590            | 1 019            |                   |
|       | Governatorato di Nabeul      | نابل       | Nabeul      | 693 890            | 2 788            |                   |
|       | Governatorato di al-Qayrawan | القيروان   | al-Qayrawan | 546 209            | 6 712            |                   |
|       | Governatorato di Sfax        | صفاقس      | Sfax        | 855 256            | 7 545            |                   |
|       | Governatorato di Sidi Bouzid | سيدي بوزيد | Sidi Bouzid | 395 506            | 6 994            |                   |
|       | Governatorato di Siliana     | سليانة     | Siliana     | 233 985            | 4 631            |                   |
|       | Governatorato di Susa        | سوسة       | Susa        | 544 413            | 2 621            |                   |
|       | Governatorato di Tataouine   | تطاوين     | Tataouine   | 143 524            | 38 889           |                   |
|       | Governatorato di Tozeur      | توزر       | Tozeur      | 97 526             | 4 719            |                   |
|       | Governatorato di Tunisi      | تونس       | Tunisi      | 983 861            | 346              |                   |
|       | Governatorato di Zaghouan    | زغوان      | Zaghouan    | 160 963            | 2 768            |                   |

## Evoluzione storica
Nel 1956, con la fine del protettorato francese, i 38 caidati della Tunisia furono sostituiti da 14 governatorati:
- Béja
- Biserta
- Gabès
- Gafsa
- al-Qayrawan
- Le Kef
- Médenine
- Nabeul (dal 1957 al 1964: Cap Bon)
- Sbeïtla (dal 1959: Kasserine)
- Sfax
- Souk el-Arba (dal 1966: Jendouba)
- Susa
- Tozeur (soppresso nel 1959, fu suddiviso tra i governatorati di Gabès e di Gafsa)
- Tunisi e Suburbi (dal 1968: Tunisi).

Successivamente furono istituiti i governatorati di:
- Sidi Bouzid (1973);
- Mahdia, Monastir e Siliana (1974);
- Zaghouan (1976);
- Kébili e Tataouine (1981);
- Ariana, Ben Arous e, di nuovo, Tozeur (1983);
- Manouba (2000).